# Pedius longicollis
Pedius longicollis – gatunek chrząszcza z rodziny biegaczowatych i podrodziny dzierowatych.

## Taksonomia
Gatunek ten opisany został po raz pierwszy w 1802 roku przez Thomasa Marshama pod nazwą Carabus inaequalis. Okazała się ona jednak być młodszym homonimem, w związku z czym za ważny uznaje się epitet nadany w 1812 roku przez Caspara Erasmusa Duftschmida w kombinacji Carabus longicollis.

## Morfologia
Chrząszcz o wydłużonym ciele długości od 5,2 do 6,8 mm. Ubarwienie ma brązowe do smoliście brunatnego (rzadko rdzawe) z jaśniejszymi, zwykle czerwonobrązowymi czułkami, głaszczkami i odnóżami. Głowa jest stosunkowo smukła. Również dość smukłe przedplecze jest u podstawy poprzecznie punktowane na całej szerokości, zaopatrzone w jedną parę dołków przypodstawowych. W zarysie krawędzie boczne przedplecza mają przed kątami tylnymi wyraźne i dłuższe niż u P. inquinatus wklęśnięcia. Pokrywy są wyraźnie spłaszczone, o obrzeżonych podstawach, wyraźnych barkach oraz grubo i gęsto punktowanych rzędach, pozbawione rządków przytarczkowych, zaopatrzone w pojedynczą parę delikatnych chetoporów (punktów szczecinkowych) dyskalnych umieszczonych w wierzchołkowej ćwiartce trzecich międzyrzędów. Para chetoporów przytarczkowych zwykle jest obecna, ale czasem jej brak. Dominują formy krótkoskrzydłe, ale spotyka się też osobniki o skrzydłach tylnej pary w pełni wykształconych. Odnóża tylnej pary mają krętarze niemal w połowie tak długie jak uda, a stopy o ostatnim członie porośniętym od spodu szczecinkami. Stopy wszystkich par cechują się grzbietowymi powierzchniami członów pozbawionymi podłużnych bruzd pośrodkowych. Odwłok ma czwarty, piąty i szósty spośród widocznych sternitów poprzecznie obrzeżone od przodu ostrymi bruzdami.

## Ekologia i występowanie
Owad rozmieszczony od nizin po niższe położenia górskie. Zasiedla ciepłe i suche tereny otwarte, zwłaszcza w dolinach rzek, w tym łąki, stepy i pola uprawne. Preferuje podłoże wapienne, ale spotykany jest też na glebach gliniastych, marglowych i ilastych. Licznie znajdowany jest wśród napływek.
Gatunek palearktyczny o eurokaukaskim typie rozsiedlenia, znany z Hiszpanii, Wielkiej Brytanii, Francji, Belgii, Holandii, Niemiec, Szwajcarii, Austrii, Włoch, Danii, Polski, Czech, Słowacji, Węgier, Ukrainy, Mołdawii, Rumunii, Bułgarii, Słowenii, Bośni i Hercegowiny, Serbii, Czarnogóry, Albanii, Macedonii Północnej, Grecji, południowoeuropejskiej części Rosji, anatolijskiej części Turcji i Kazachstanu. W Polsce spotykany jest rzadko, natomiast za pospolitego uchodzi w Czechach i na Słowacji.